# Les amoureux sont seuls au monde
Pour plus de détails, voir Fiche technique et Distribution.
Les amoureux sont seuls au monde est un film français réalisé par Henri Decoin, sorti en 1948.

## Synopsis
Gérard Favier (Louis Jouvet) est un compositeur célèbre, très amoureux de son épouse Sylvia (Renée Devillers). Le couple fait la connaissance de Monelle (Dany Robin), une jeune pianiste jolie, talentueuse et fervente admiratrice de Gérard Favier. Le musicien prend la jeune fille sous son aile et la propulse vers le succès. Mais un journal à scandale, Entre nous soit dit, annonce les amours du compositeur et de sa protégée. L'information est fausse, mais révèle à Monelle qu'elle est effectivement amoureuse du maestro, et Sylvia commence à douter. De fait, bien que Gérard n'ait pas l'intention de céder au charme de Monelle, Sylvia se rend compte qu'il en est, sans vouloir l'admettre, amoureux, et l'imbroglio tourne au tragique.

## Fiche technique
- Titre : Les amoureux sont seuls au monde
- Réalisation : Henri Decoin
- Scénario, adaptation et dialogues : Henri Jeanson
- Assistants réalisateurs : Wladimir Roitfeld, Bernard Borderie, Pierre Mignot
- Décors : Émile Alex, assisté d'Eugène Delfau, Jacques Delaye
- Directeur de la photographie : Armand Thirard
- Opérateur : Louis Née, assisté de Jean Dicop, Robert Florent
- Photographe de plateau : Jean Klissak
- Musique : Henri Sauguet
  - Chanson : Les amoureux sont seuls au monde, musique d'Henri Sauguet, paroles de Claude Marcy, est interprétée par Louis Jouvet.
- Ingénieur du son : William Sivel, assisté de Gaston Demède, Maurice Laroche
- Montage : Annick Millet
- Maquillage : Georges Bouban, Omer Bouban
- Producteurs : Jacques Roitfeld, Mario Bruitte, Wilfrid Baumgartner
- Producteur délégué : Raymond Borderie
- Directeur de production : Constantin Geftman
- Administrateur de production : Léon Canel
- Sociétés de production : Compagnie Industrielle et Commerciale Cinématographique (CICC), Les Productions Jacques Roitfeld, Crédit national
- Société de distribution : Francinex
- Format : noir et blanc - son monophonique (Western Electric Sound System) - 35 mm
- Laboratoire : Lianofilm
- Tournage : du 26 décembre 1947 au 6 mars 1948 à Paris (extérieurs) et aux Studios de Billancourt
- Genre : Film dramatique, mélodrame
- Durée : 105 minutes (1 h 45)
- Dates de sortie :
  - France : 15 septembre 1948
- Visa de censure no 6579 délivré le 9 juin 1948
- Affiche : Marcel Jeanne (France)

## Distribution
- Louis Jouvet : Gérard Favier, un pianiste et compositeur célèbre
- Dany Robin : Monelle Picart, la jeune pianiste
- Renée Devillers : Sylvia Favier, la femme aimée et aimante de Gérard
- Geneviève Morel : la bonne des Picart
- Hélène Dartigue : la grand-mère à la noce
- Brigitte Auber : Christine, la copine de Monelle
- Philippe Nicaud : Jules Picart, le frère excentrique de Monelle
- Fernand René : Michel Picart, le père, un employé de banques à la morale élastique
- Léo Lapara : Ludo, l'ami des Favier
- Émile Drain : un critique musical
- Jean Heuzé : un critique musical
- Robert Le Fort : Marcel, le garçon d'honneur (sous le nom de Jean Le Fort)
- Maurice Lagrenée : le directeur du journal à sensation Entre nous soit dit
- Philippe Lemaire : Claude, l'amoureux de Monelle
- Lucien Carol : le patron du bistrot
- Pierre Ringel : le marchand de porte-bonheur
- Charles Vissières : le beau-père à la noce
- Albert Michel : M. Coignard, le sous-directeur de la banque
- Gamil Ratib : un spectateur au concert
- Édouard Francomme : le vendeur de journaux
- Jacques Mauclair : un danseur à la noce
- Jacques Provins : Jean, le serveur du restaurant
- Michel Jourdan : un danseur à la noce
- Henri Sauguet : le chef d'orchestre
- Marc Arian : un spectateur au concert
- Roger Vincent : un spectateur au concert
- Guy-Henry : un spectateur au concert
- Suzanne Courtal : la concierge de Léo
- Nicole Courcel : la serveuse au restaurant (36° minute)
- Janine Viénot : une admiratrice de Favier
- Micheline Dax : une spectatrice au concert (à la 44e min, devant Dany Robin)
- René Marjac
- Jacques Vertan
- Jean Clarens
- Annette Poivre : son nom apparaît sur certaines affiches (rôle peut-être supprimé au montage)

## Autour du film
- Si la fin du film est mélodramatique, les producteurs ont obligé Jeanson et Decoin à écrire et à tourner une fin alternative optimiste, qui ramène à temps l'époux à sa femme. L'avis des spectateurs aurait été demandé lors de la première, et ils se seraient prononcés pour le dénouement heureux. Malgré le veto de Jeanson et Decoin, c'est cette fin qui sera utilisée à l’exportation[2],[1].